# Ozjorsk (oblast Tsjeljabinsk)
Ozjorsk (Russisch: Озёрск, letterlijk "Stad aan het meer") of Ozersk, is een gesloten stad in de Russische oblast Tsjeljabinsk op 80 kilometer ten noordwesten van Tsjeljabinsk in een groot merengebied. De stad werd gesticht aan de oevers van het Irtjasjmeer in 1945 en was tot 1994 achtereenvolgens bekend onder de codenamen Tsjeljabinsk-40 en Tsjeljabinsk-65. In 1994 kreeg het de status van stad en werd de naam veranderd naar Ozjorsk.

## Geschiedenis
Ozjorsk werd gebouwd als een nederzetting bij het chemisch-nucleaire complex Majak, de belangrijkste bron voor plutonium ten tijde van de Sovjet-Unie en tegenwoordig de Russische locatie voor de verwerking van kernafval en het recyclen van atoommateriaal uit ontmantelde atoomwapens. Ozjorsk werd officieel gesticht op 9 november 1945 toen er door majoor-generaal Rapoport de akte tekende die opdracht gaf tot de bouw van het speciale bouwdistrict N11 en voor de schoonmaakwerkzaamheden als voorbereiding voor de bouw van een top-geheim complex; een plutoniumproducerende fabriek tussen de steden Kasli en Kysjtym. Dit complex werd door 70 000 arbeiders, waaronder veel goelagdwangarbeiders, in een paar jaar uit de grond gestampt.

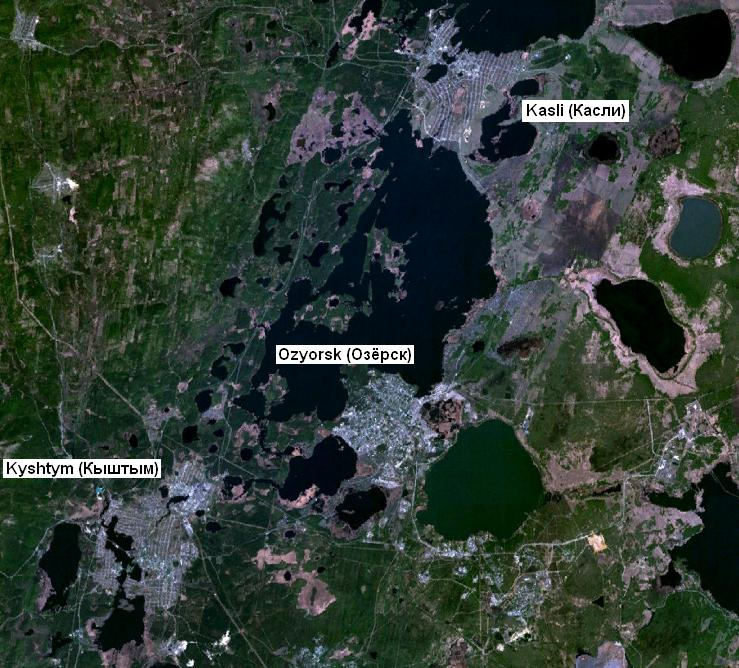
Kasli, Ozjorsk en Kysjtym

Majak (oorspronkelijk stond het bekend als Basis nr. 10) was op 9 juni 1948 verantwoordelijk voor het opstarten van de eerste Russische kernreactor onder leiding van de Sovjetwetenschapper Igor Koertsjatov. In die tijd waren gevaarlijke neveneffecten van kernafval onduidelijk en wat al bekend was hielden de autoriteiten angstvallig geheim. Tussen 1948 en 1951 werd bijvoorbeeld al het kernafval zonder enige bewerking rechtstreeks geloosd in de rivier Tetsja. Er werd pas ingegrepen toen bij de Noordelijke IJszee verhoogde stralingswaarden werden gemeten.
Op 29 september 1957 was Majak verantwoordelijk voor de tweede grootste kernexplosie in de Russische geschiedenis - 6 op de INES-schaal, net na de 7 van de kernramp van Tsjernobyl in de Oekraïense Socialistische Sovjetrepubliek - waarbij zeer veel radio-actief materiaal vrijkwam dat neersloeg in de directe omgeving. Het huidige stadswapen toont een opgloeiende salamander, die symbool staan voor de ecologische situatie na 1957.
Ook daarna stond het complex aan de basis van nucleaire vervuiling. In 1967 is het Karatsjajmeer uitgedroogd nadat er kernafval in werd geloosd. Dat jaar ontstond ook een grote storm nadat een grote wolk kernafval over het gebied woei. Tussen 2001 en 2004 werd opnieuw kernafval geloosd in de rivier Tetsja. Ozjorsk en omgeving zijn door al deze ongelukken zwaar aangetast en Majak leidt momenteel een problematisch bestaan. Nog in 2006 werd de directeur aangeklaagd voor het lozen van grote hoeveelheden nucleair afval in de rivier de Tetsja. Bij Majak, dat een oppervlakte heeft van 90 km², werken momenteel 23 200 mensen.

## Economie
De stad is net als Kasli en Kysjtym aangewezen op Majak. De belangrijkste activiteiten van dit complex zijn nu; het opwerken van kernafval uit kernonderzeeërs, uit door kernenergie aangedreven ijsbrekers en uit kerncentrales. Het produceert kobalt-60, iridium-192 en koolstof-14 voor de commerciële markt en zorgt voor conversieproductie met gebruik van stralingstechnologieën.
Om Majak heen bevinden zich een aantal bedrijven, zoals de BV Constructiedepartement van de Zuidelijke Oeral (ЗАО "Южноуральское управление строительства"), die constructies bouwt voor de atoomindustrie en beton en constructiematerialen produceert. Ook bevindt zich er de Fabriek voor draadproducten nr.2 ("Завод электромонтажных изделий №2"), die lage-voltageapparaten maakt voor militair-industriële vestigingen.
In juli 2008 werden de plannen aangekondigd voor de bouw van een nieuwe kerncentrale, Kerncentrale Zuid-Oeral op 15 kilometer ten zuidoosten van de stad. De bouw van de installatie, die al in 1984 werd aangekondigd, maar waarvan de bouw in 1993 werd stilgelegd, werd gepland in het kader van het federale atoomproject Projekt 2007-2015. In de plannen stond beschreven dat de toekomstig kerncentrale zou worden uitgerust met vier VVER-1200/491-reactoren (totaal 4,6 GW). Volgens ramingen uit 2008 zou de eerste reactor in 2015 in werking worden gesteld en het complex bij voltooiing 8000 mensen tewerkstellen met tegen 2020 een overheidsinvestering van zo'n 268,7 miljard roebel (ongeveer 7,5 miljard euro). De plannen voor deze kerncentrale werden gesteund door de regionale leiders, maar uit een peiling onder de Tsjeljabinskse bevolking bleek dat 61% geen nieuwe kerncentrales wilde.

## Onderwijs en cultuur
In de stad bevinden zich zeventien verschillende culturele institutie en instituties voor openbare diensten. Er bevinden zich zestien middelbare scholen, enkele speciale scholen, een gymnasium, een lyceum voor natuurkunde en wiskunde, de Polytechnische school van de Zuidelijke Oeral, een muziekschool, het Technisch-Instituut van Ozjorsk (onderdeel van het Fysisch-Technisch Instituut van Moskou (MEPhI)) en onderdelen van universiteiten uit Jekaterinenburg en Tsjeljabinsk.